# Вајдентал
Вајдентал (њем. Weidenthal) општина је у њемачкој савезној држави Рајна-Палатинат. Једно је од 48 општинских средишта округа Бад Диркхајм. Према процјени из 2010. у општини је живјело 1.909 становника. Посједује регионалну шифру (AGS) 7332048.

## Географски и демографски подаци
Вајдентал се налази у савезној држави Рајна-Палатинат у округу Бад Диркхајм. Општина се налази на надморској висини од 295 метара. Површина општине износи 14,5 km². У самом мјесту је, према процјени из 2010. године, живјело 1.909 становника. Просјечна густина становништва износи 132 становника/km².